# Sarah Goodhart
Sarah Goodhart (nascida em 18 de outubro de 1993) é uma modelo e personalidade de televisão inglesa. Conhecida por sua aparição notável no programa de televisão Ex on the Beach, e por sua participação em Geordie Shore.

## Carreira
Em agosto de 2015, Goodhart apareceu na terceira temporada do Ex on the Beach como ex de Marty McKenna. Em 28 de fevereiro de 2017, foi confirmada como integrante do elenco principal da décima quarta temporada do programa britânico Geordie Shore. A temporada foi filmada em novembro de 2016, e começou a ser exibida em 28 de março de 2017.

## Filmografia
| Ano  | Título          | Papel     | Notas               | Emissora |
| ---- | --------------- | --------- | ------------------- | -------- |
| 2015 | Ex on the Beach | Ela mesma | Ex de Marty McKenna | MTV UK   |
| 2017 | Geordie Shore   | Ela mesma | Elenco principal    | MTV UK   |